# EBNA1BP2
Protein xử lý rRNA khả năng có EBP2 (tiếng Anh: Probable rRNA-processing protein EBP2) là protein ở người được mã hóa bởi gen EBNA1BP2.

## Tương tác
EBNA1BP2 có khả năng tương tác với FGF3.